# Grästjärnen (Bollebygds socken, Västergötland)
Grästjärnen är en sjö i Bollebygds kommun i Västergötland och ingår i Rolfsåns huvudavrinningsområde.